# Heillecourt
 Heillecourt  es una población y comuna francesa, en la región de Lorena, departamento de Meurthe y Mosela, en el distrito de Nancy y cantón de Jarville-la-Malgrange.

## Demografía
| 206                       | 257 | 282 | 258 | 284 | 251 | 312 | 320 | 311 | 276 | 290 | abs. | 284 | 316 | 350 | 330 | 330 | 331 | 361 | 362 | 397 | 387 | 423 | 522 | 566 | 547 | 680 | 722 | 1 000 | 2 057 | 5 028 | 6 393 | 6 185 | 5 967 |
| (Fuente: INSEE y Cassini) |     |     |     |     |     |     |     |     |     |     |      |     |     |     |     |     |     |     |     |     |     |     |     |     |     |     |     |       |       |       |       |       |       |